# Tamierłan Tmienow
Tamierłan Rusłanowicz Tmienow (ros. Тамерлан Русланович Тменов; ur. 27 lipca 1977) – rosyjski judoka. Dwukrotny medalista olimpijski.
Brał udział w trzech igrzyskach (IO 00, IO 04, IO 08), na dwóch zdobywał medale. Walczył w najcięższej wadze, powyżej 100 kilogramów. W 2000 wywalczył brąz, w 2004 przegrał w finale z Keijim Suzukim. Zostawał wicemistrzem świata w 2005 (open) i 2007 (+100 kg), był trzeci w światowym czempionacie w 1997 i 2003 (+100 kg). W 1998, 1999, 2001, 2002, 2003 i w 2008 sięgnął po złoto mistrzostw Europy w wadze powyżej 100 kilogramów, w 2005 w kategorii open. Był srebrnym medalistą tej imprezy w 2000 i brązowym w 2004 oraz 2006. Sześciokrotnie był mistrzem kraju seniorów.